# Pandion (Sohn des Phineus)
Pandion (altgriechisch Πανδίων Pandíōn) ist in der griechischen Mythologie Sohn des Phineus und der Kleopatra und Bruder des Plexippos. 
In der Bibliotheke des Apollodor werden Pandion und Plexippos von ihrer Stiefmutter Idaia verleumdet, sie verführen zu wollen. Phineus glaubt dies und blendet daraufhin seine Söhne. Von den mit Boreas, dem Vater der Kleopatra, vorbeifahrenden Argonauten wird er daraufhin bestraft.
In anderen Überlieferungen der Sage werden verschiedene Namen der Brüder angegeben; so heißen sie auch Terymbas und Aspondos, Oreithyios und Krambos (Krambis), Parthenios und Krambis oder Polymedes und Klytios. Wegen der Vielzahl der unterschiedlichen Namen der Phineus-Söhne wird angenommen, dass es sich bei dem Namen Pandion um die Namensgebung eines attischen Dramatikers handelt, der den Phineus-Stoff behandelte.